# Заёво (Тверская область)
Заёво— деревня в Пеновском районе Тверской области. Центр Заевского сельского поселения.

## География
Находится в 9 километрах к северо-востоку от районного центра Пено.

## История
Во второй половине XIX — начале XX века деревня Заево относилась к Овселугскому приходу и была центром Заевской волости Осташковского уезда Тверской губернии. В 1889 году — 79 дворов, 429 жителей, земская школа (осн. в 1886). Промыслы жителей: сплав леса, сбор и продажа берёзовой коры, извоз.
По переписи 1920 в Заево — 81 двор, 453 жителя.
В 1940 году Заево центр сельсовета Пеновского района Калининской области.
Во время Великой Отечественной войны деревня была оккупирована в октябре 1941 года, освобождена в январе 1942.
В 1997 году — 47 хозяйств, 138 жителей.

## Население
| 1859 | 1889 | 1920 | 1997 | 2002 | 2010 |
| ---- | ---- | ---- | ---- | ---- | ---- |
| 295  | ↗429 | ↗453 | ↘138 | ↘128 | ↘94  |

## Инфраструктура
Администрация Заевского сельского округа, центральная усадьба ТОО «Пеновское» (бывший совхоз), ДК, библиотека, детсад, медпункт, отделение связи, магазин.